# Nowy cmentarz żydowski w Kurowie
Nowy cmentarz żydowski w Kurowie – cmentarz żydowski w Kurowie (województwo lubelskie), który powstał w XIX wieku, z uwagi na prawdopodobne względy sanitarne i przepełnienie starego cmentarza.
Teren pocmentarny (0,8 hektara) znajduje się przy ulicy Blich, na zachodzie miasta. W 1903 ogrodzony był drewnianym płotem, który w 1914 zastąpiono murem. W latach 30. XX wieku znajdowało się tutaj nie mniej niż kilkaset macew, częściowo polichromowanych. Na skraju obszaru stał niewielki budynek pokryty dachem dwuspadowym (mógł to być ohel lub dom przedpogrzebowy).
Nekropolia została zniszczona podczas II wojny światowej (Niemcy wyłożyli nagrobkami drogę do Klementowic). W latach 60. XX wieku nasadzono tu drzewa w regularnym układzie, które częściowo przetrwały do lat 90. XX wieku.
Obecnie na pozbawionym nagrobków cmentarzu znajduje się jedynie pomnik postawiony przez jednego z mieszkańców miasta.

## Galeria

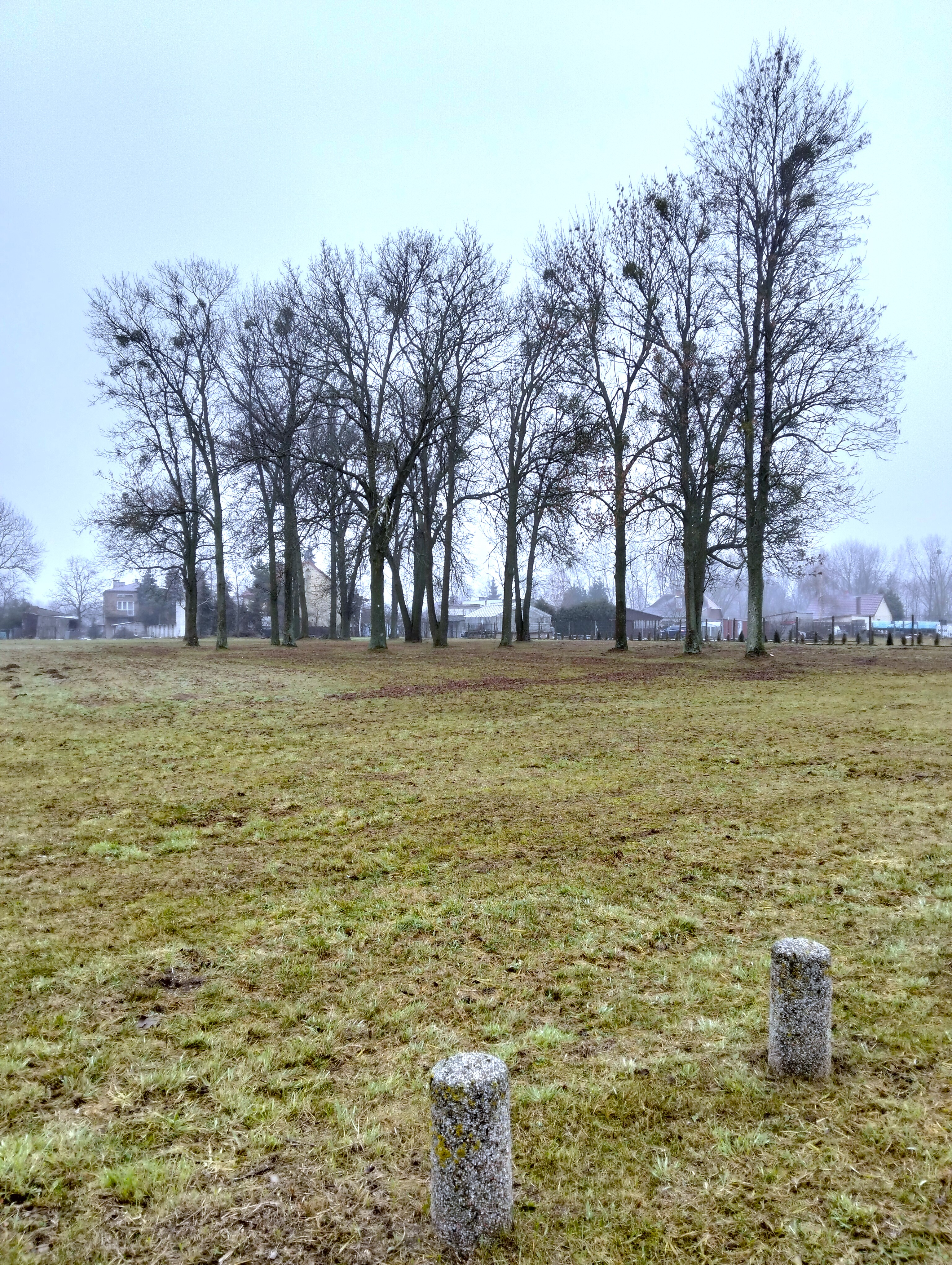
Teren cmentarza
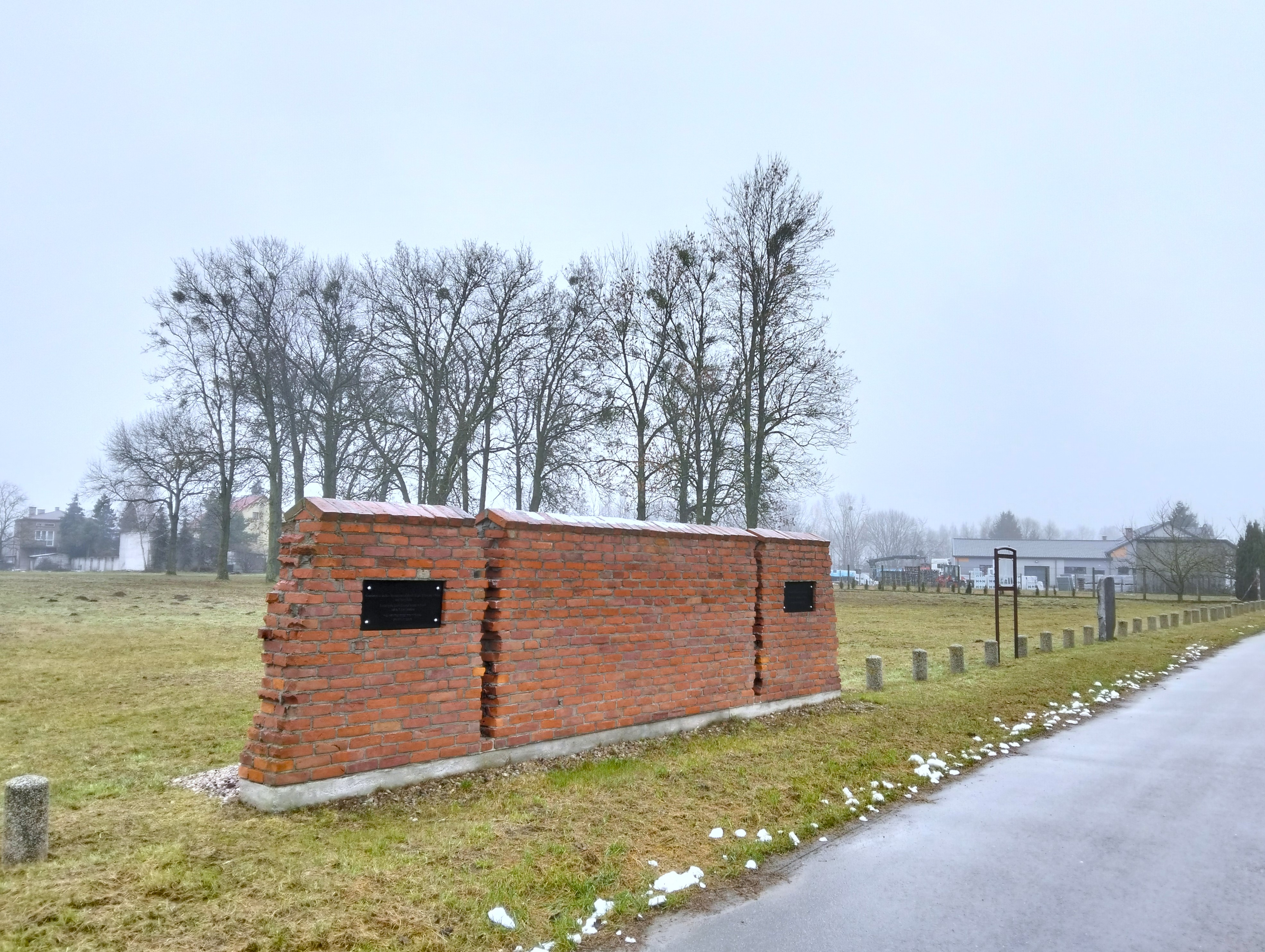
Widok z ulicy Blich
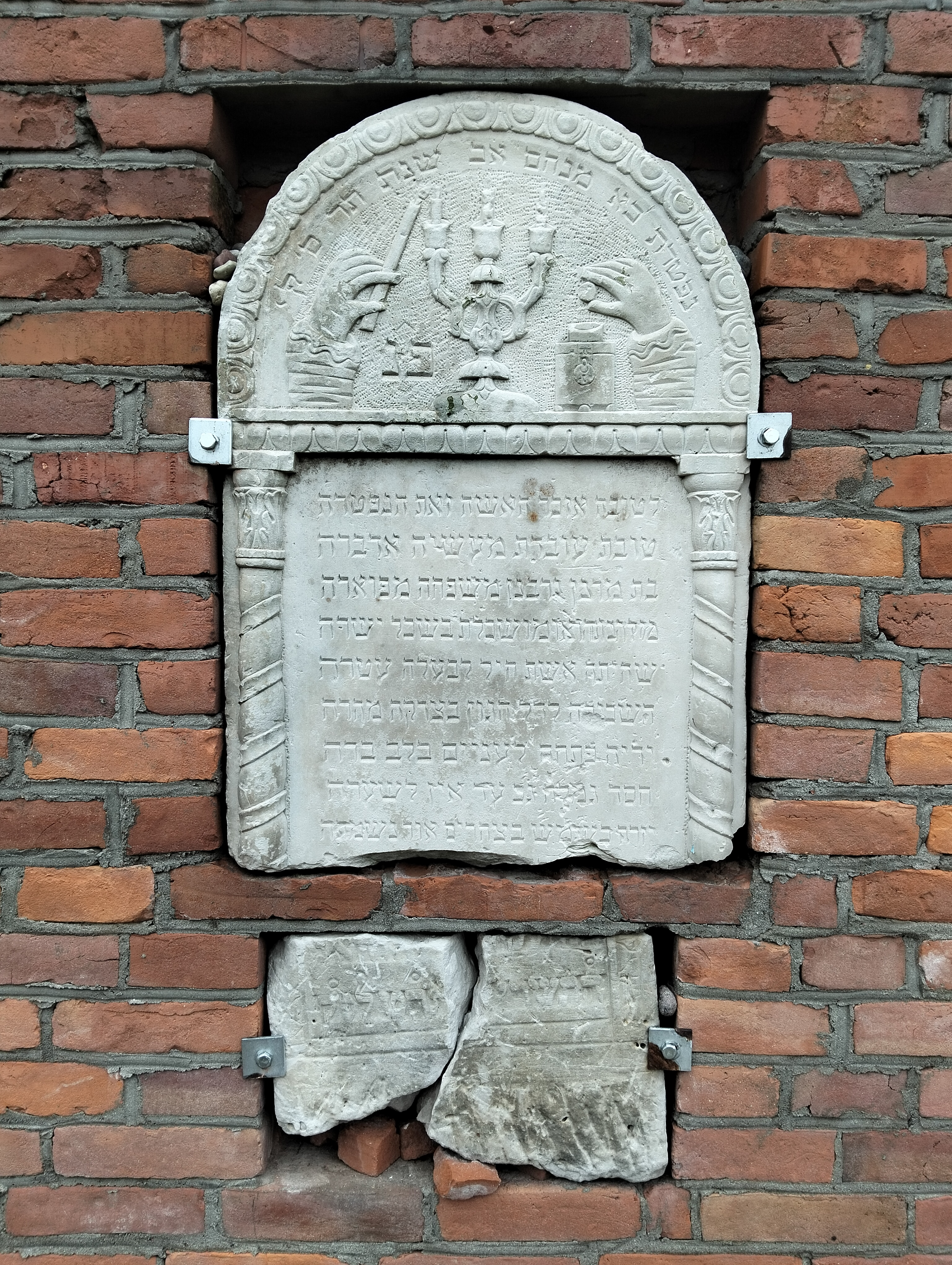
Ocalała macewa